# Кравченко Сергій Вікторович
Сергі́й Ві́кторович Кра́вченко (псевдо: «Крава»; нар. 28 травня 1984 — пом. 3 жовтня 2016) — український військовик, вояк Добровольчого українського корпусу «Правий сектор».

## Життєпис
Народився 1984 року в місті Гайсин (Вінницька область). Навчався в міській середній ЗОШ № 3. По закінченню навчання в школі здобув спеціальність машиніста-комбайнера у Теплицькому профтехучилищі.
З початком війни воював у складі розвідроти 95-ї аеромобільної бригади, обороняв Донецький аеропорт. Після отриманих поранень вісім днів перебував у комі. Після закінчення контракту в ЗСУ повернувся на фронт; доброволець 1-ї окремої штурмової роти Добровольчого українського корпусу «Правий сектор».
3 жовтня 2016 року загинув вночі в районі міста Авдіївка, під час виконання бойового завдання у боєзіткненні з ДРГ противника.
Похований на Алеї Слави міського кладовища Гайсина.
Без Сергія лишилися батьки, брат та донька.

## Нагороди
- Відзнака «Бойовий Хрест Корпусу» (посмертно, № відзн. 051. Наказ № 130/18 від 17 серпня 2018 року)
- Орден «За мужність» III ступеня (посмертно)[2].